# Horny '98
Horny '98 è un singolo del DJ tedesco Mousse T., pubblicato il 25 maggio 1998.

## Descrizione
La versione strumentale del brano, intitolata The Horny Track, è stata realizzata nel 1997 da Mousse T. che utilizzò alcuni campionamenti di Something Special, una canzone degli Earth, Wind & Fire del 1983 tratta dal loro album Powerlight. Tale versione ricevette una buona accoglienza nei club e per questo l'anno seguente venne nuovamente registrata con l'aggiunta delle voci delle cantanti Emma Lanford e Nadine Richardson, che vennero accreditate come Hot 'n' Juicy. Horny '98 divenne così il titolo della nuova versione.

## Tracce
Testi e musiche di Mustafa Gundogdu e Errol Rennalls.
CD singolo (Regno Unito)
1. Horny '98 (Radio Edit) – 3:57
2. Horny '98 (Extended Mix) – 6:21

12" (Germania)
- Lato A

1. Horny '98 (Extended Mix) – 6:21
2. Horny '98 (Horny Original Mix) – 5:14

- Lato B

1. Horny '98 (Boris Gets Horny Extended Mix) – 9:11
2. Horny '98 (Horny '98 Radio Edit) – 3:57

## Classifiche

### Classifiche settimanali
| Classifica (1998) | Posizione massima |
| ----------------- | ----------------- |
| Australia         | 13                |
| Austria           | 17                |
| Belgio (Fiandre)  | 28                |
| Belgio (Vallonia) | 18                |
| Canada            | 57                |
| Europa            | 6                 |
| Francia           | 55                |
| Germania          | 28                |
| Irlanda           | 5                 |
| Islanda           | 12                |
| Italia            | 1                 |
| Paesi Bassi       | 31                |
| Norvegia          | 9                 |
| Nuova Zelanda     | 2                 |
| Regno Unito       | 2                 |
| Svezia            | 38                |
| Svizzera          | 11                |

### Classifiche di fine anno
| Classifica (1999) | Posizione |
| ----------------- | --------- |
| Australia         | 34        |
| Europa            | 57        |
| Nuova Zelanda     | 23        |
| Regno Unito       | 23        |

## Altre versioni
Il 31 luglio 2006 è stata pubblicata una versione alternativa della canzone intitolata Horny as a Dandy, che consiste in un mash-up tra Horny '98 e Bohemian Like You dei The Dandy Warhols. Ha conseguito un buon successo commerciale, arrivando in top ten in Italia e nelle top fourty di altri paesi.